# Rugby Union in Wales

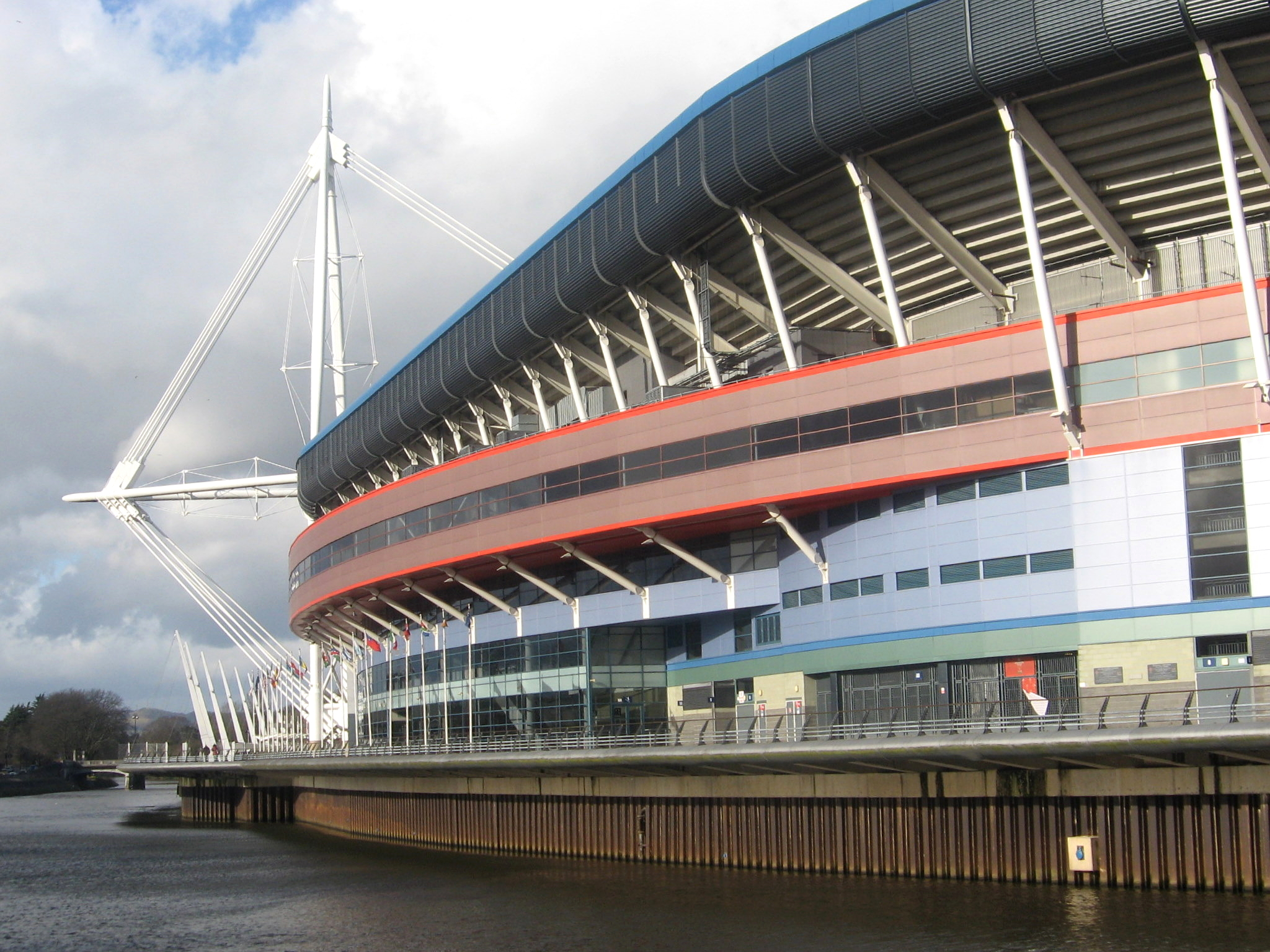
Das Millennium Stadium in Cardiff, Heimstadion der walisischen Nationalmannschaft

Rugby Union gilt als Nationalsport von Wales. Die ersten Spiele wurden um 1850 ausgetragen, der Verband Welsh Rugby Union (WRU) wurde 1881 gegründet. Bedeutendster Wettbewerb ist die professionelle Pro14, in der Mannschaften aus Wales, Schottland, Irland, Italien und Südafrika vertreten sind. Walisische Mannschaften nehmen auch an den internationalen Pokalwettbewerben European Rugby Champions Cup und European Rugby Challenge Cup teil. Die walisische Nationalmannschaft gehört zu den erfolgreichsten der Welt; sie ist am jährlich stattfinden Turnier Six Nations beteiligt und erreichte bei der Weltmeisterschaft 1987 den dritten Platz. Wales war bereits Gastgeber wichtiger Turniere wie den Weltmeisterschaften 1991 und 1999 (zusammen mit den anderen damaligen Five Nations), sowie den Weltmeisterschaften 2007 (zusammen mit Frankreich und Schottland) und 2015 (zusammen mit England).

## Geschichte

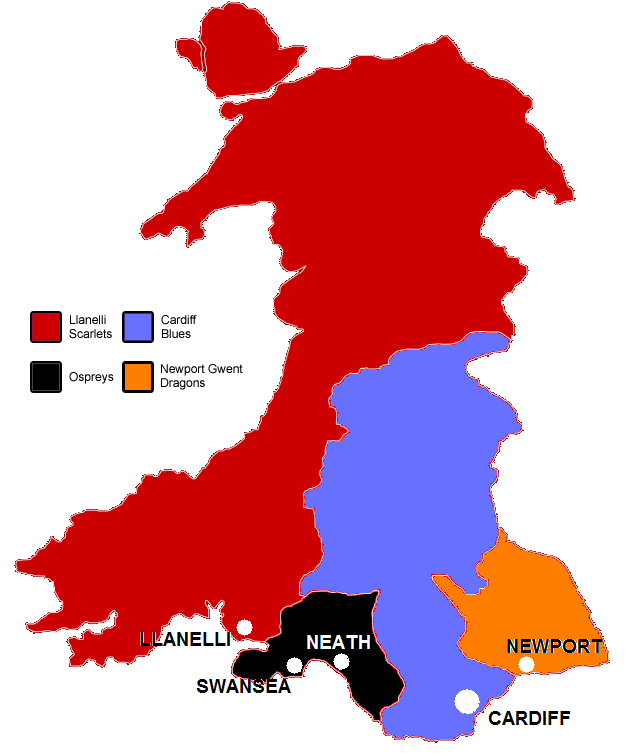
Walisische Rugby-Regionen

Cnapan, ein rugby-ähnliches Spiel, wurde bereits im Mittelalter in Wales gespielt. Die Anfänge von Rugby Union in Wales gehen auf das Jahr 1850 zurück, nachdem Rowlands Rowland Williams das Spiel in Cambridge kennengelernt hatte und am St. David’s College in Lampeter (heute Teil der University of Wales) einführte. Obwohl bereits seit Mitte der 1870er Jahre zahlreiche Vereine existierten, wurde der Verband Welsh Football Union (später Welsh Rugby Union) erst 1881 gegründet. Im selben Jahr fand auch das erste Länderspiel statt. Die WRU ist neben den Verbänden Irlands und Schottlands Gründungsmitglied des International Rugby Board (IRB), heute World Rugby. Die englische Rugby Football Union weigerte sich einige Jahre, Mitglied des internationalen Verbandes zu werden. Erst 1890 wurde sie aufgenommen.

## Wettbewerbe

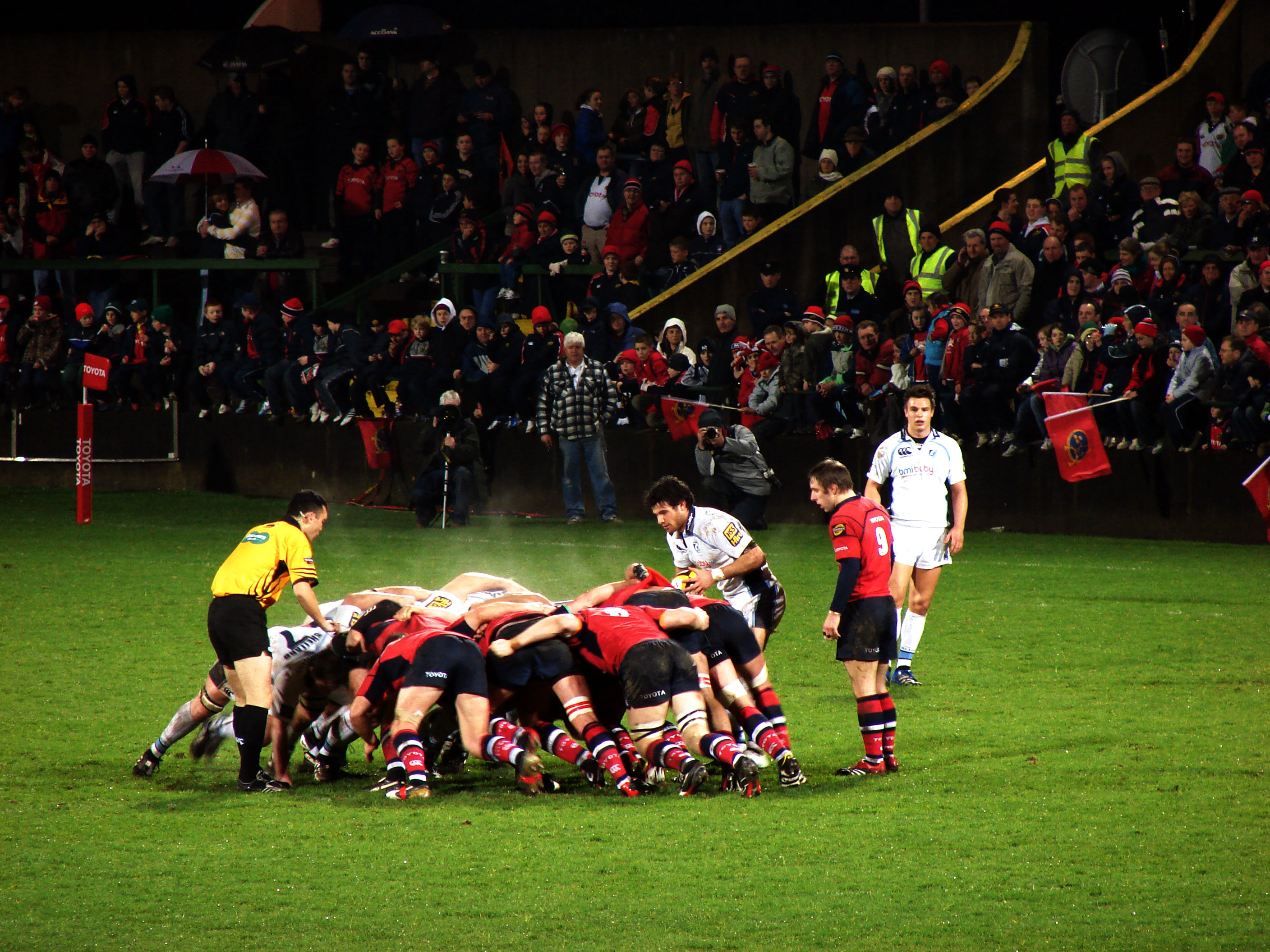
Die Cardiff Blues spielen gegen Munster aus Irland (März 2007)

Höchste Rugby-Union-Liga in Wales ist Pro14, die von der Bedeutung her als drittwichtigste Liga Europas gilt. Sie besteht aus 14 Profimannschaften aus Wales, Irland, Italien, Schottland und Südafrika. Wales stellt vier Mannschaften, Cardiff Rugby, Dragons RFC, Scarlets und Ospreys. Sie sind auf der Basis von Franchisen organisiert, die vom Verband vergeben werden.
Wichtigster Wettbewerb für die traditionellen Vereinsmannschaften ist die Welsh Premier Division, die 14 semiprofessionelle Mannschaften umfasst. Spieler dieser Vereine können jederzeit in den Kader der ihnen zugeteilten Pro14-Mannschaft einberufen werden. Unterhalb der Premier Division folgen sechs weitere Ligen für Amateure, die in regionale Gruppen eingeteilt sind.
Der European Rugby Champions Cup ist der höhere der beiden europäischen Pokalwettbewerbe. Vertreten sind Mannschaften aus England, Frankreich, Irland, Wales, Schottland und Italien. Der zweite Europapokal ist der European Rugby Challenge Cup, an dem auch rumänische und russische Mannschaften teilnehmen.

## Nationalmannschaft
Die walisische Nationalmannschaft ist die erfolgreichste beim traditionsreichen Turnier Six Nations. Sie hat das Turnier bisher 40 Mal gewonnen und dabei zwölf Grand Slams und 22 Triple Crowns erreicht. Im Rahmen der Six Nations spielt Wales gegen Schottland den Doddie Weir Cup aus. Außerdem spielt Wales gegen Australien um die James Bevan Trophy und gegen Südafrika um den Prince William Cup.
Bestes Ergebnis der Waliser bei Weltmeisterschaften ist der dritte Platz bei der ersten Austragung im Jahr 1987. Die Mannschaft gehört in der World-Rugby-Weltrangliste zu den besten Zehn der insgesamt über 100 Mannschaften. Die Heimspiele werden fast ausschließlich im Millennium Stadium in Cardiff ausgetragen, das 1999 die traditionelle Spielstätte Cardiff Arms Park ersetzte. Alle vier Jahre gehen die British and Irish Lions auf Tour – eine Mannschaft mit Spielern aus England, Irland, Schottland und Wales – um gegen die All Blacks aus Neuseeland, die Springboks aus Südafrika oder die Wallabies aus Australien anzutreten.